# Fiodor Szebanow
Fiodor Akimowicz Szebanow (Фёдор Акимович Шебанов; ur. 26 maja 1921 we wsi Studionki w guberni riazańskiej, zm. 26 października 1951) – radziecki lotnik wojskowy, uczestnik wojny w Korei, Bohater Związku Radzieckiego (1951).

## Życiorys
Do 1939 skończył 8 klas szkoły, potem przez rok uczył się w technikum muzycznym w Riazaniu, od października 1940 służył w Armii Czerwonej, początkowo jako radiotelegrafista w Duszanbe. W grudniu 1944 ukończył Odeską Wojskową Lotniczą Szkołę Pilotów ewakuowaną do miasta Frunze (obecnie Biszkek), od stycznia do maja 1945 uczestniczył w wojnie z Niemcami w składzie pułku lotnictwa myśliwskiego wojsk obrony przeciwlotniczej Frontu Zachodniego.
Po II wojnie światowej służył w lotnictwie wojsk obrony przeciwlotniczej w Kownie, następnie w Orle i Briańsku, a od lutego 1950 w Siłach Powietrznych jako lotnik pułku lotnictwa myśliwskiego w Moskiewskim Okręgu Wojskowym. W grudniu 1950 w stopniu starszego lejtnanta został odkomenderowany do Chin, od marca 1951 walczył w wojnie koreańskiej jako starszy lotnik 196. myśliwskiego pułku lotniczego. Wykonał 69 lotów bojowych i stoczył 29 walk powietrznych, strącając 5 i uszkadzając 1 samolot przeciwnika. Zginął w walce powietrznej. Został pochowany na rosyjskim cmentarzu wojskowym w mieście Port Artur (obecnie Lüshunkou).

## Odznaczenia
- Złota Gwiazda Bohatera Związku Radzieckiego (10 października 1951)
- Order Lenina (10 października 1951)
- Order Czerwonego Sztandaru (2 czerwca 1951)
- Medal „Za zasługi bojowe” (15 listopada 1950)

I medale.